# Conjunto Marumbi
O Conjunto Marumbi ou Serra Marumbi é uma cadeia de montanhas de difícil acesso no estado do Paraná, no Brasil. O nome do seu cume mais alto (Olimpo) recebeu o nome da primeira pessoa conhecida que o atingiu, Joaquim Olimpio Carmeliano de Miranda. É formado pelas montanhas: Olimpo (1 539 metros), Boa Vista (1 491 metros); Gigante (1 487 metros); Ponta do Tigre (1 400 metros); Esfinge (1 378 metros); Torre dos Sinos (1 280 metros); Abrolhos (1 200 metros); Facãozinho (1 100 metros) e pelo Morro Rochedinho (625 metros). A maioria destes picos é separada por diques de diabásio com orientação azimutal. É o caso da separação entre a Torre dos Sinos e o Abrolhos, chamada Desfiladeiro da Catedral, e entre a Ponta do Tigre e a Esfinge, chamada Desfiladeiro das Lágrimas.
Com aspectos significativos da floresta Atlântica Brasileira, o Olimpo foi considerado por muito tempo o ponto culminante do estado do Paraná, e conquistado pela primeira vez em 1879 por Joaquim Olímpio de Miranda. A beleza natural do local faz, do Marumbi, um dos principais atrativos turísticos do Paraná, e também estimula a prática de esportes de aventura como o montanhismo técnico e caminhadas.

## Etimologia
O tupinólogo Eduardo Navarro defende duas etimologias possíveis para o topônimo "Marumbi":
- viria do termo da língua geral maromby, que significa "rio dos peixes grandes" (maromba, "peixe grande" + 'y, "rio");
- viria do termo da língua portuguesa "marumbi", que significa "lagoa cheia de taboas".[1]

## Ascensões

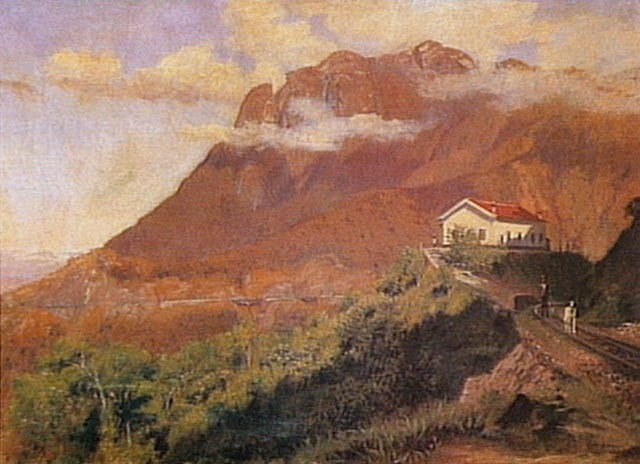
Vista da curva do Cadeado, quadro de Alfredo Andersen, c. 1920, com o Conjunto Marumbi ao fundo.

Em 21 de agosto de 1879, em plena efervescência da construção da ferrovia, Joaquim Olimpio Carmeliano de Miranda, acompanhado de Bento Manoel de Leão, Antônio Silva e Antônio Messias, atingiu o ponto mais alto do "Marumby", inaugurando, assim, o montanhismo no Brasil. Na segunda ascensão, um ano após, Joaquim retornava ao cume acompanhado por quatorze pessoas. Entre elas, estava Antonio Ribeiro de Macedo, que escreveu minucioso relato sobre o feito e disse que: em honra ao nome de seu primeiro explorador e por analogia ao monte que a mitologia grega dá como morada dos deuses, damos a este morro o nome de Olimpo.
O percurso inicial seguia pelo Vale do rio São João até o Morro Boa Vista e daí para o Olimpo. Com o advento da ferrovia, partiam já do Rochedinho para o Facãozinho, Boa Vista e Olimpo. Somente em 1942 foi aberta a trilha Frontal, utilizada até hoje. Seus realizadores foram Rudolf Stamm, Irineu Pedro Bonatto e Manfredo Kirchner.
As duas principais trilhas, Noroeste e Frontal, foram abertas entre 1938 e 1942; na década de 1940, foram instaladas as correntes, substituídas em 1998/99 por degraus de ferro. O atual código de cores e demarcação de trilhas com fitas coloridas foi utilizado em 1979, tendo sido mantido e melhorado até os dias de hoje.
A data de 21 de agosto, que marca a Conquista do Marumbi, foi escolhida para representar oficialmente o Dia Nacional do Montanhismo. A decisão foi tomada por meio de votação promovida pela Confederação Brasileira de Montanhismo e Escalada (CBME) .

## Parque estadual
O Parque Estadual Pico do Marumbi é uma unidade de conservação brasileira de proteção integral à natureza localizada nos municípios paranaenses de Morretes, Piraquara e Quatro Barras.
O Parque Estadual Pico do Marumbi foi criado através do decreto estadual n.º 7.300, de 24 de setembro de 1990, com uma área de 2 342,41 hectares. O território protegido pelo parque foi ampliado posteriormente em 6 403,0399 hectares, através do decreto estadual n.º 1.531, de 2 de outubro de 2007, fazendo com que o mesmo tenha, atualmente, uma área de 8 745,4547 hectares. Sua administração está a cargo do Instituto Ambiental do Paraná (IAP).
O Parque ainda possui um Centro de Visitantes com Museu, Polícia Florestal, acampamento e a sede do COSMO (Corpo de Socorro em Montanha), além do Reservatório do Carvalho, ponto histórico da região. O acesso ao parque é possível somente através da Estrada de Ferro Curitiba-Paranaguá e por trilhas através da serra do mar.
O tombamento da Serra do Mar no estado do Paraná, em 1978, e que culminou com a criação do Parque Estadual Pico do Marumbi, foi baseado em trabalhos do geólogo paranaense João José Bigarella que mostraram que o assoreamento da Baía de Paranaguá e dos canais de navegação do Porto de Paranaguá era consequência do desmatamento da serra.

## Galeria de imagens

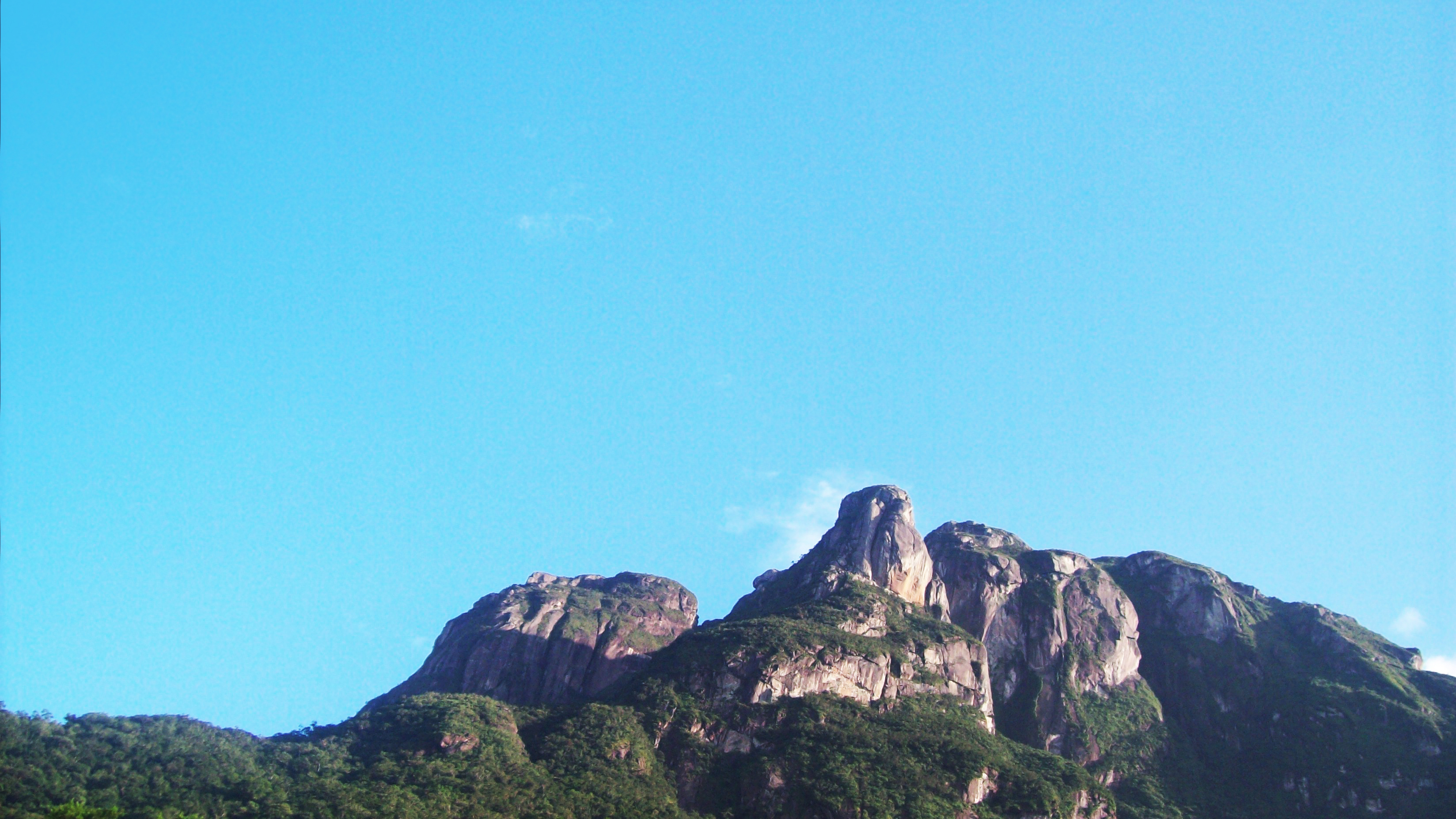
Conjunto Marumbi, visto do acampamento base
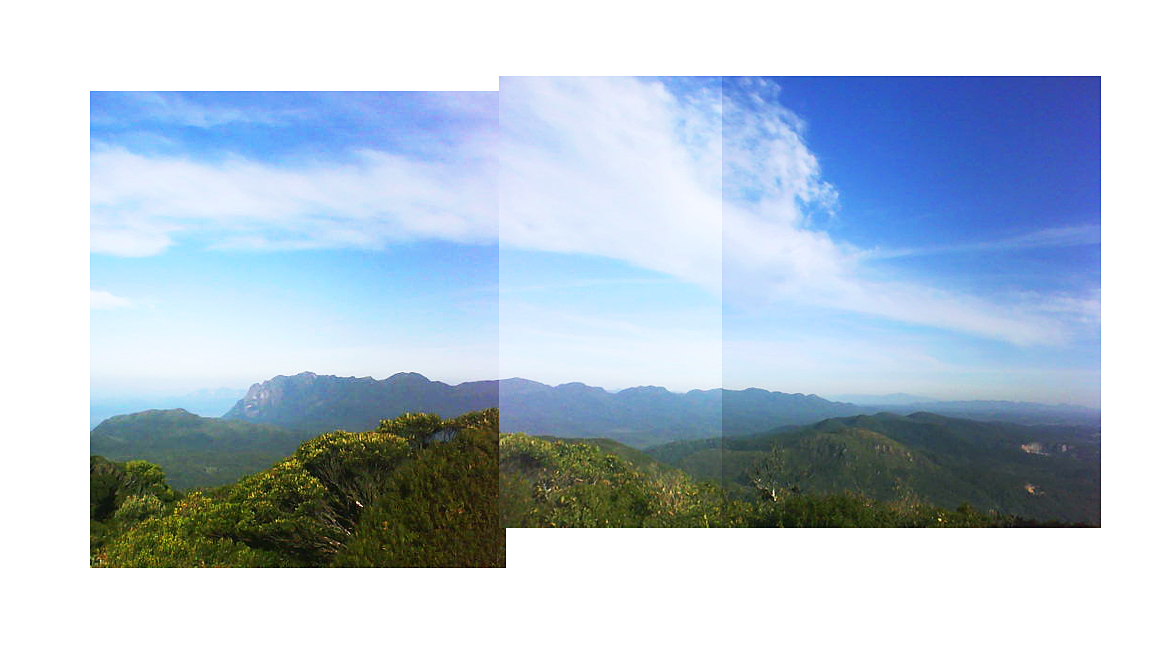
Montagem panorâmica do conjunto Marumbi, vista do morro do Anhangava
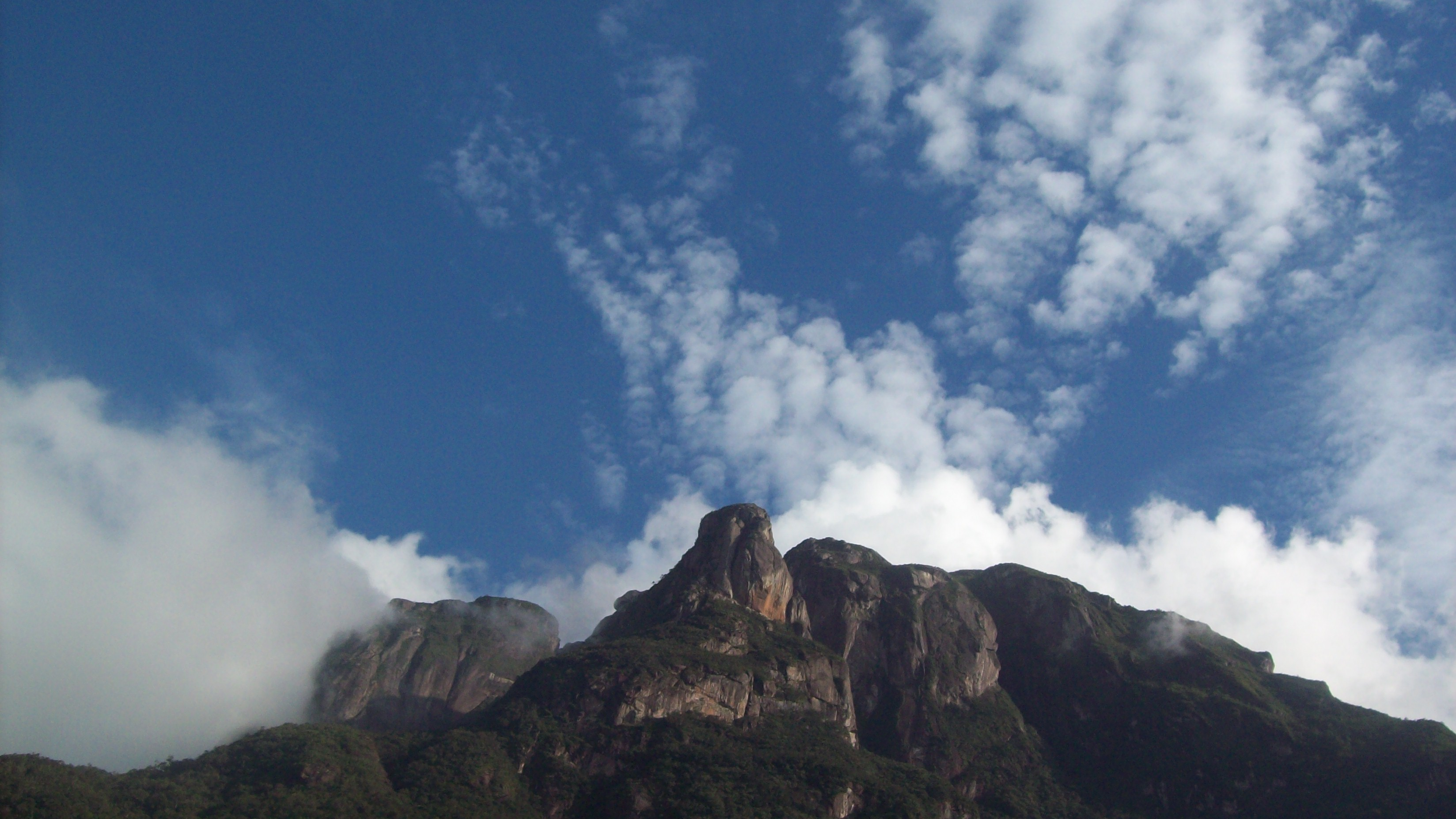
Marumbi